# VSDC免费视频编辑器

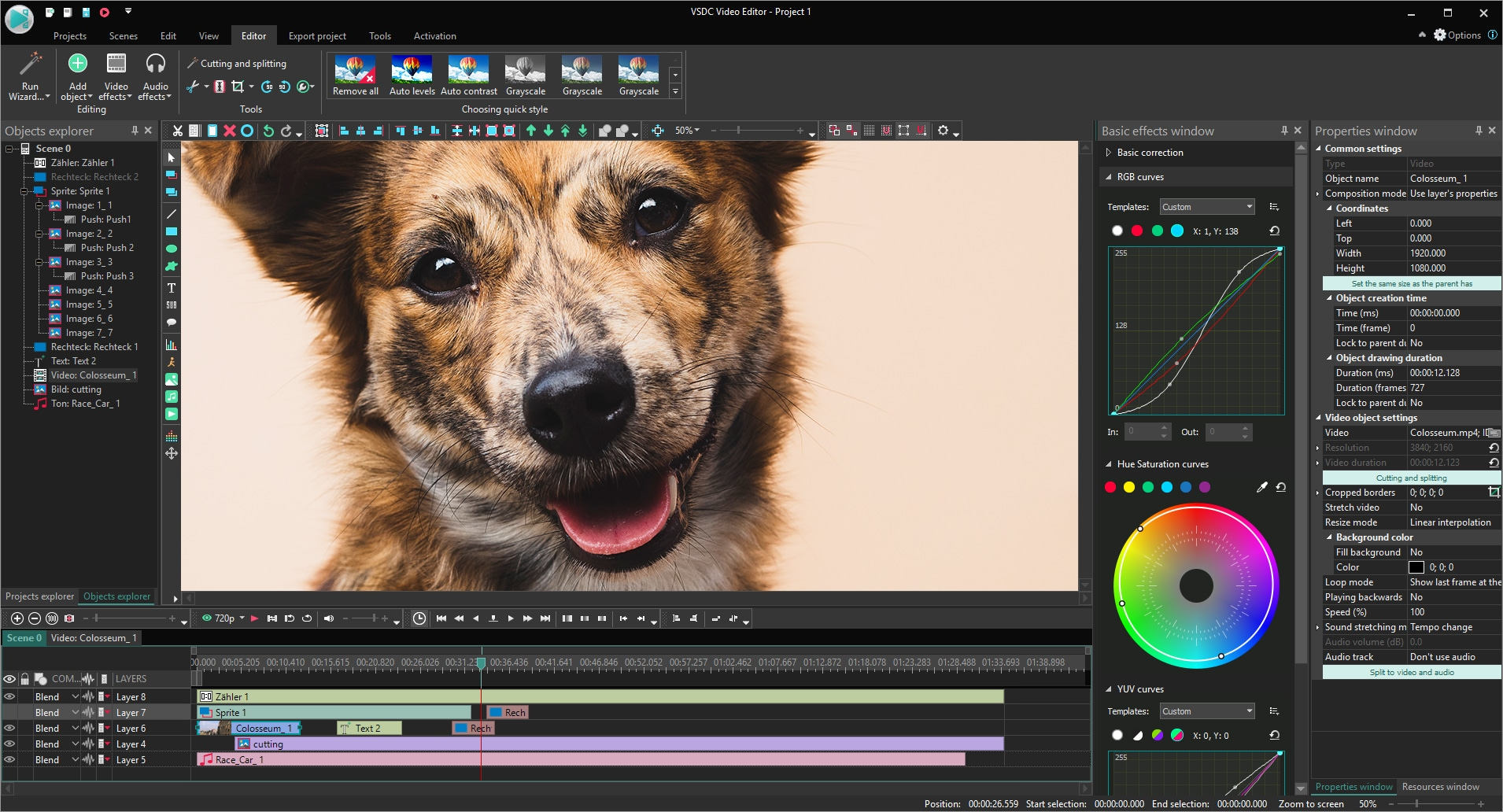
VSDC主界面

VSDC Free Video Editor(VSDC免費影片編輯軟體是由)Flash-Integro LLC發布的非線性編輯系統（NLE）。 該程式專門處理高畫質的影片，包括3D、4K超高畫質和360度VR影片，並提供專業的後製效果、調色，以及動態捕捉。VSDC可提供像VirtualDub搭載外掛程式後的功能，亦能具有從螢幕捕捉影片、紀錄語音的能力，將多媒體檔案儲存為多種支援格式，並在Facebook，Vimeo，YouTube，Instagram和Twitter上發布。根據GoPro這是Windows的最好的免費影片編輯軟體。

## 介面
VSDC免費影片編輯器不需要任何專用軟體即可正常運作，容許在Windows 2000/2003 / XP / Vista / 7/8/10上運作。
介面包括時間軸區、場景區、狀態欄、快速工具欄、編輯工具（標準工具、紙張工具、設置工具），自帶媒體庫的命令欄（視訊和音訊效果、轉場），內容視窗和資源視窗。時間軸區具有逐幀/秒的軌道和可調節的圖層。導覽列功能提供快速轉場效果，並定義場景中數字對象的序列。

## 匯入影像
使用者可以從電腦硬碟驅動器匯入影像、音訊或圖像，也可以從攝影機和電腦螢幕抓取影像。
支援的匯入格式：
視訊格式：WebM，AVI，QuickTime（MP4 / M4V，3GP / 2G2，QuickTime文件格式），HDVideo / AVCHD（MTS，M2TS，TS，MOD，TOD），Windows Media（WMV，ASF，DVR-MS），DVD / VOB，VCD / SVCD，MPEG / MPEG-1 / DAT，Matroska影片（MKV），Real Media Video（RM，RMVB），Flash影片（SWF，FLV），DV，AMV，MTV，NUT，H.264 / MPEG-4，MJPEG，H265 / HEVC。
音訊格式：MP3 / MP2，WMA，M4A，AAC，FLAC，Ogg，RA，RAM，VOC，WAV，AC3，AIFF，MPA，AU，APE，CUE，CDA，FLAC。
圖像格式：BMP，JPEG / JPG，PNG，PSD，GIF，ICO，CUR。

## 編輯和輸出
任何數字對象都可以在時間軸上的任何位置拖放。 一旦在時間軸上，影像可以被複製、分割、剪切、静音、裁剪、翻轉、旋轉、向後播放、調整大小等，其速度可以减慢或增加；音訊可能會出現幅度和延遲效果、濾鏡、速度和速率變化、反向效果等；色彩校正和增强。VSDC免費影片編輯器提供了將輸出檔案保存到電腦硬碟驅動器的機會，其解析度基於目的地設備（PC、行動裝置、iPhone / iPod、MP3 / MP4、黑莓機等），調整位元速率、影格率、品質或燒錄至DVD光碟。
支援的設備:
個人電腦、各種DVD播放器、iPod / iPhone / iPad / iTunes、手機和智慧型手機、三星、HTC、LG、华为、谷歌、小米、OnePlus、索尼PSP、Play Station、Xbox、黑莓智慧型手機、Zune、Archos、iRiver、Creative Zen媒體播放器、Windows筆電和其他攜帶式MP3 / MP4播放器、運動相機（包括GoPro Hero 4和5）以及所有無人機機型。
與其他免費的Windows影片編輯器相比，VSDC是以60 fps和30 fps的速度輸出2.5分鐘影片的最快軟體之一。

## 效果和轉場

### 基本編輯
- 剪切、分割和合併影片和音訊軌道；
- 變速；
- 將影片檔拆分为音訊和視訊軌道，並将它们编辑为单独的对象;
- 文字和字幕插入;
- 整合影片下载器;
- 整合转换器工具，支援20多种格式;
- 整合螢幕錄影机;
- 幻灯片放映導覽提供70多种轉場效果，使一个物体平滑相互融合，溶解或重叠两个影片或圖象檔案;
- 缩放效果 - 放大或缩小圖片縮圖；
- 快照 - 捕捉影片剪辑的特定时刻；
- 时间计数器；
- 慢动作和间隔拍摄效果。

## 专业编辑
- 资源：
- 支援渐变工具；
- 添加了反交错过滤器；
- 支持混合模式和遮罩工具；
- 类似Instagram的滤镜和用于快速色彩校正的快速樣板工具；
- 色彩校正（亮度、温度、对比度、饱和度、伽瑪等）效果 - 可以调整影片檔和圖象的色调范围、颜色和清晰度；
- 灰度效果可创建黑白影片图像；
- 电视效果（老化电视、破碎的电视、雜訊电视）- 要么创建一个旧的电影效果，为影片添加刮痕、雜訊、晃動和灰尘、就像它在旧投影機上播放一样，或者在影片播放时製作一个破舊的电影膠捲效果从螢幕的底部发生并在上部消失；
- 模糊和锐化效果 - 在视觉上平滑和柔化图像，或使影片图像更好地聚焦；
- 馬賽克 (影像處理) - 模仿数字图像的放大，而不是监视器设备的解析度；
- 音訊幅度效果（归一化，淡入淡出，放大）有助于矯正音轨；
- 延迟，时间拉伸和反向效果是专门为音轨提供相关的声音：好像是由合唱，时间拉伸或向后播放;
- 与多个音轨同时工作;
- 儲存容器选项 - 可以将场景中的多个对象收集到精灵中，以便对整组对象应用所需的效果并节省时间轴上的空间;
- 移动 - 场景中的物体可以按照设定的轨迹移动;
- 动画 - 通过快速显示一系列这些物体，运动的幻觉和场景中任何静态物体的变化;
- 色键选项 - 添加半透明视频覆盖，以便只有部分可见，其余部分消失，以显示下面的影片;
- 3D图表包括Pie，Radar，Torus，Bar，Bubble，Spline，Step Line，Spline area，Funnel，Pyramid等，用于优化任何复杂数据的显示;
- 版权資訊记录到输出文件;
- 编辑2k和4k解析度影片；
- 影片稳定;
- 語音功能；
- 360影片编辑；
- 3D影片编辑；
- 視訊文本效果。